# Plastiglomerado

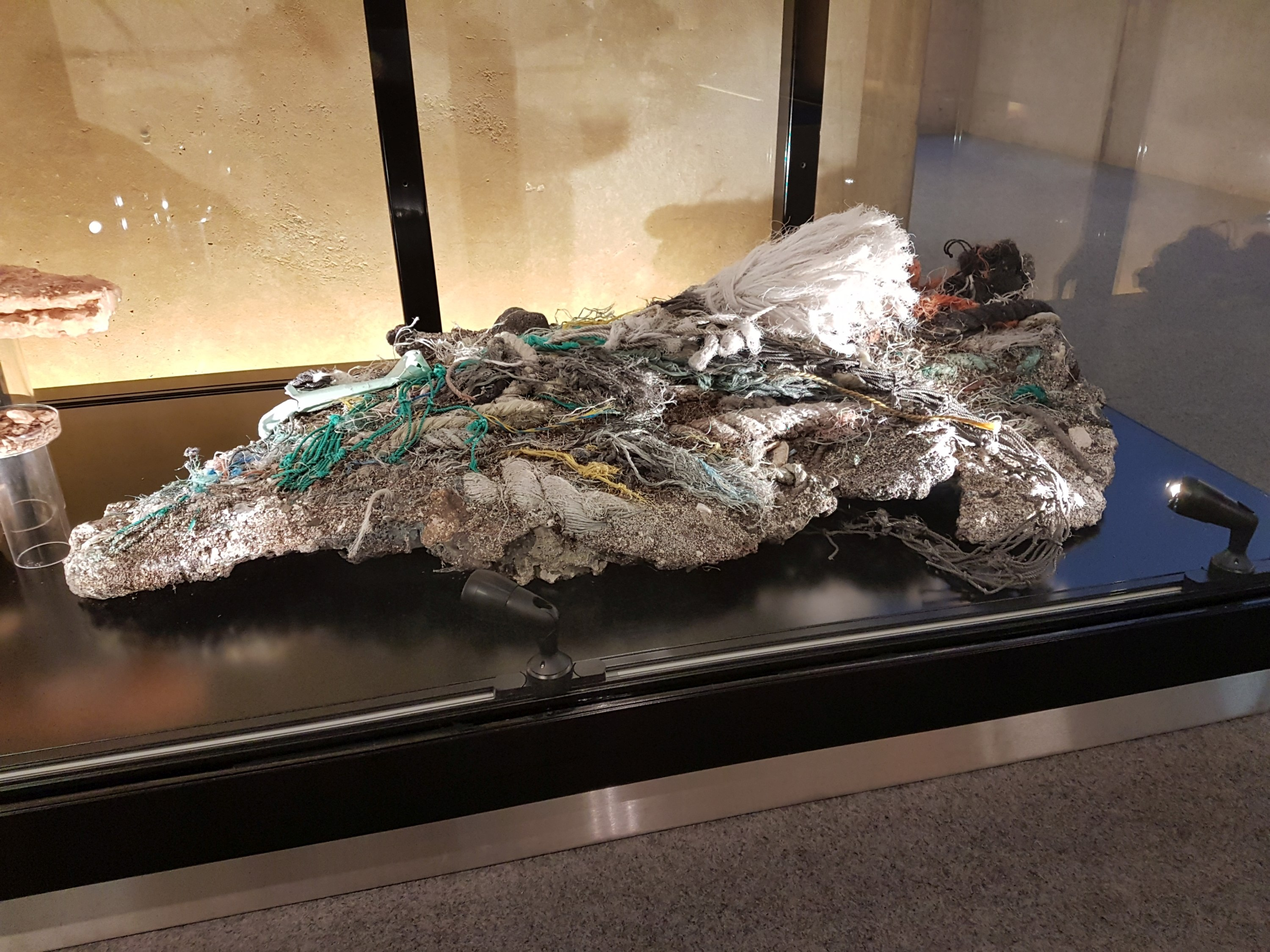
Um plastiglomerado encontrado na Ilha Kamilo sendo exposto em um museu de Haia, Países Baixos, na exibição "One Planet".

Plastiglomerados, piroplásticos, plastipedras ou rochas plásticas são análogas formações rochosas antropocênicas constituídas por fragmentos de rochas e outros detritos mantidos juntos por plástico. São idênticas a formações rochosas convencionais, se diferenciando apenas pela sua composição.
Sua origem se dá pela poluição causada pelo aumento da produção e consumo de plástico na atualidade. São constituídas por material plástico proveniente de redes de pesca abandonadas e demais plásticos trazidos ao litoral. As rochas plásticas se apresentam em ao menos quatro formas diferentes, que se diferem por sua composição e aparência.

## Encontros

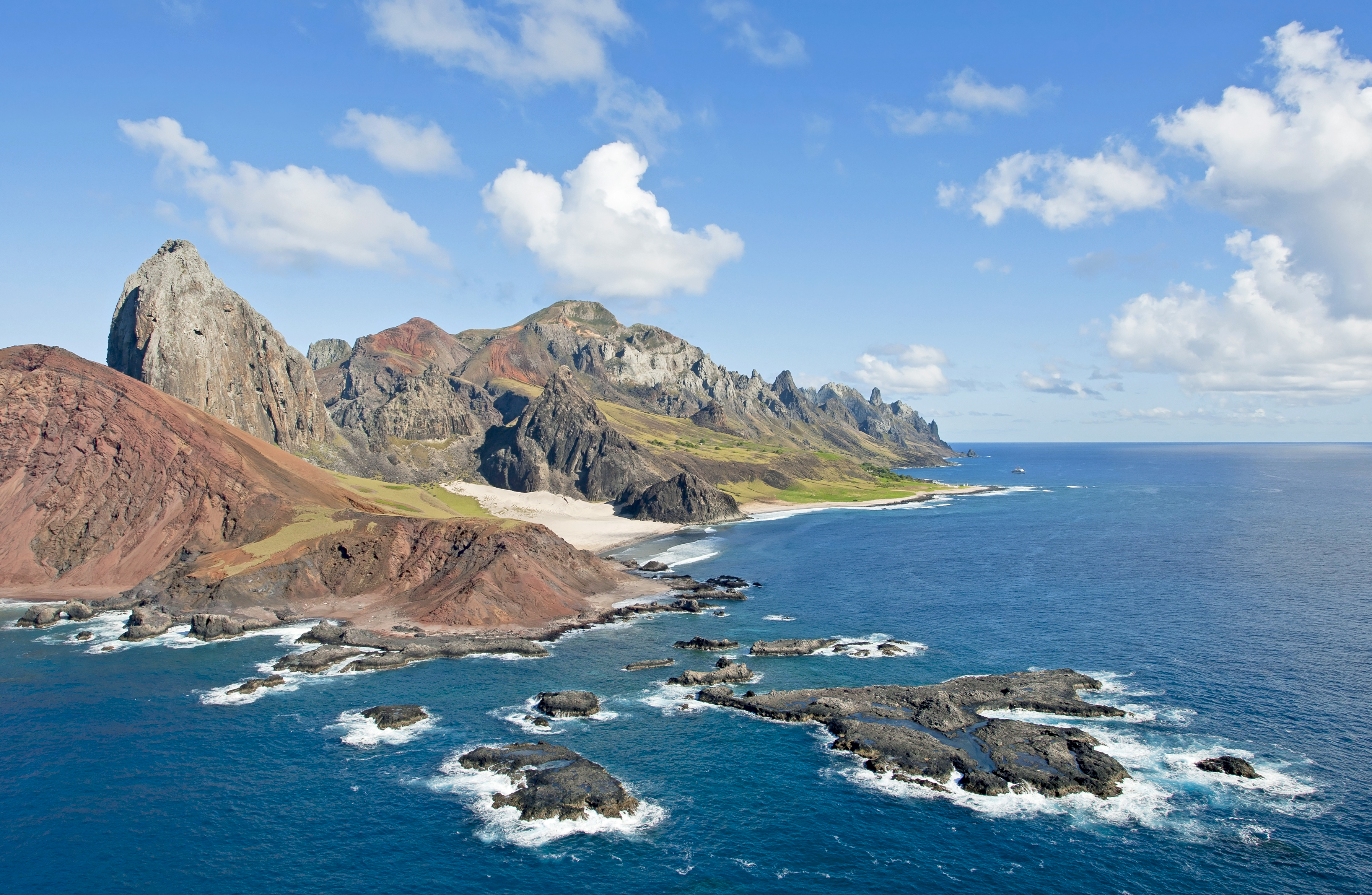
Ilha da Trindade, onde foram encontrados os primeiros plastiglomerados no Brasil.

O primeiro encontro com este tipo de rocha no Brasil foi em 2022 no Parcel das Tartarugas, uma região da Ilha da Trindade (Espírito Santo), pela geóloga Fernanda Avelar Santos em uma de suas visitas técnicas ao local com objetivo de mapeamento geológico.
Também há registro de rochas plásticas na Ilha Kamilo, no Havaí, encontrados em 2006 pelo capitão e oceanógrafo Charles Moore em suas pesquisas. Amostras encontradas na ilha foram estudadas pela doutora Patricia Corcoran e pelo professor de artes visuais Kelly Jazvac, quais cunharam o termo "plastiglomerado".

O derretimento de plástico em fogueiras ou clima quente (1) resulta na criação de um novo tipo de rocha conhecido como plastiglomerado (2). Uma vez formado, o plastiglomerado se une a detritos ao seu redor para criar uma camada sedimentada diferente (3).O surgimento desta nova camada está sendo usada como evidência física de um marco do antropoceno (4).

## Formação
Plastiglomerados são formados em litorais onde sedimentos naturais e restos orgânicos são aglutinados por plástico derretido. Podem ser criados durante queima em fogueiras, como no caso da Ilha Kamilo, ou em climas quentes como no caso da Ilha de Trindade.